# Nowe Zamki

Oblężenie twierdzy Nowe Zamki przez Turków w 1663 roku.

Nowe Zamki (słow. Nové Zámky, niem. Neuhäus[e]l, węg. Érsekújvár, tur. Uyvar, łac. Novum Castrum) – miasto powiatowe na Słowacji, w kraju nitrzańskim; 39,6 tys. mieszkańców (2011).

## Geografia
Miasto położone jest na obszarze Niziny Naddunajskiej, nad rzeką Nitra, na wysokości 119 m n.p.m. Leży w odległości około 100 km od Bratysławy i około 25 km od granicy z Węgrami. Jest ważnym węzłem komunikacyjnym południowej Słowacji.
Miasto znajduje się w strefie umiarkowanej klimatu kontynentalnego. Średnia temperatura roczna wynosi 9,7 °C, przy czym najcieplejszym miesiącem jest lipiec ze średnią temperaturą 20,1 °C, a najzimniejszym styczeń: –1,8 °C. Średni opad roczny wynosi 556 mm.

## Historia

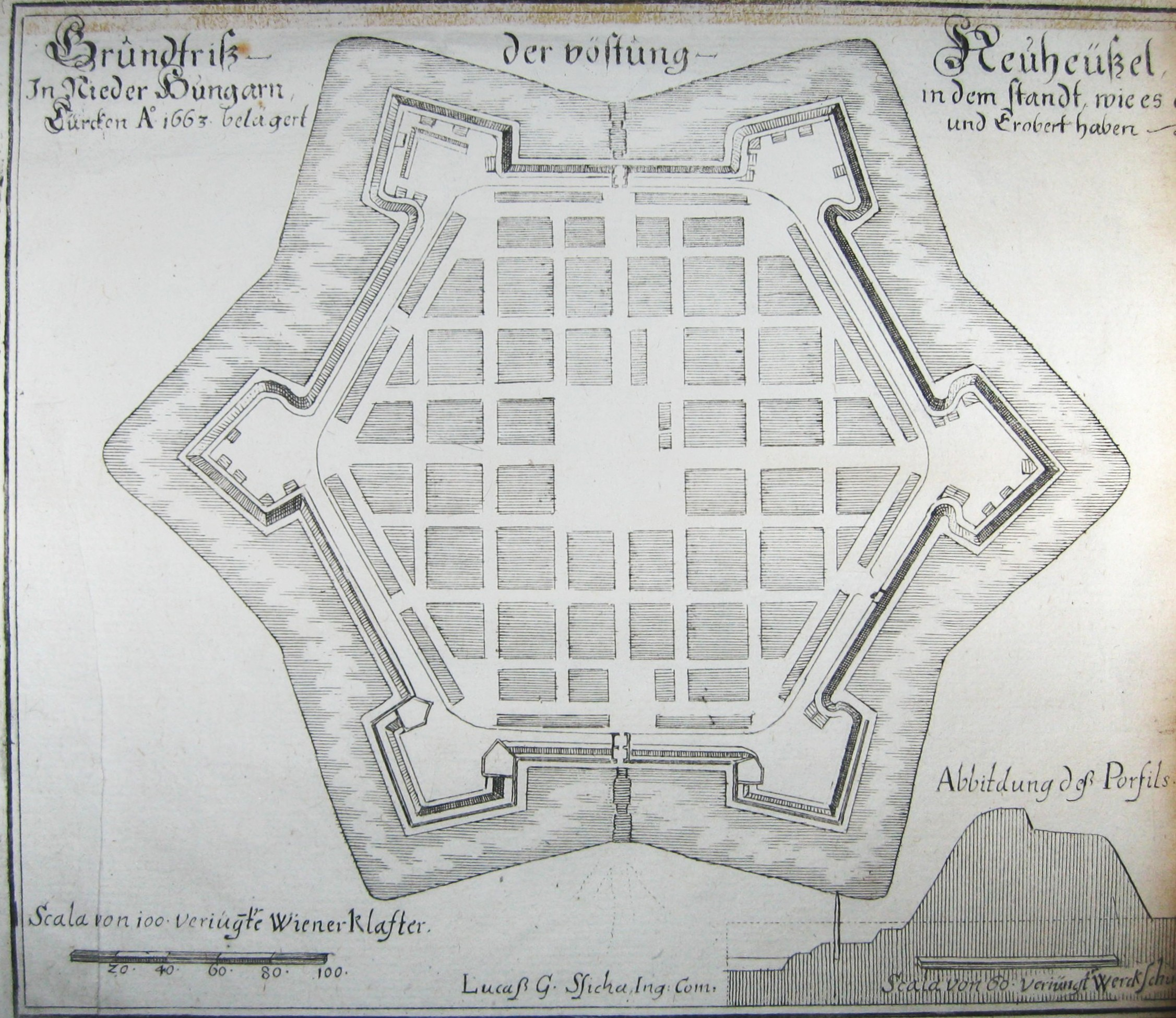
Plan „Idealnie ufortyfikowanego miasta Neuhäusel” z ok. 1680 roku

Miasto posiada wyjątkową historię. Od drugiej połowy X wieku aż do roku 1918 należało (z niewielkimi przerwami) do Królestwa Węgier. W latach 1573–1581 zbudowano tu, na miejscu starszej osady, twierdzę mającą bronić Węgier przed najazdami Turków Osmańskich. Wokół twierdzy powstało miasto. W początkach XVII wieku zbudowano nową, potężną fortecę na planie gwiazdy, która była w owym czasie jedną z najnowocześniejszych budowli obronnych w Europie.
Turcy próbowali zdobywać ją sześciokrotnie, a udało im się to dopiero w 1663 roku. Była ośrodkiem administracyjnym tureckiego wilajetu – z podległymi sandżakami jak Litra, Leve, Novigrad, Holok, Bukabak i Şefradi (prawdopodobnie Šahy).
Słowackie powiedzenie „Stać jak Turek pod Nowymi Zamkami”, znaczy robić coś z poświęceniem i cierpliwością, co przypomina z jaką determinacją Turcy próbowali zdobyć twierdzę.
W roku 1685 odbiły ją siły cesarskie dowodzone przez Karola V, księcia Lotaryngii. W sześć lat później arcybiskup Ostrzyhomia nadał osadzie pod zamkiem prawa miejskie.
Miasto odgrywało ważną rolę w licznych antyhabsburskich powstaniach XVII wieku. Chcąc na przyszłość zapobiec temu, by forteca stawała się punktem oparcia dla kolejnych zrywów, cesarz Karol VI w roku 1724 kazał ją zburzyć.
Po upadku Austro-Węgier w roku 1918 miasto weszło w skład nowo powstałej Czechosłowacji. W rezultacie tzw. pierwszego arbitrażu wiedeńskiego należało od 1938 do 1945 roku do Węgier. W czasie II wojny światowej (w listopadzie 1944 i w marcu 1945), miasto zostało poważnie zniszczone alianckimi bombardowaniami. W ich wyniku zginęło blisko 6500 osób, czyli około 40% populacji.
W 1935 roku w miejscowości powstał jeden z zakładów Baty.

## Zabytki

### Synagoga
Synagoga Česká Bašta wzniesiona została w połowie XIX wieku. Po renowacji w roku 1992 została zarejestrowana jako obiekt zabytkowy. Jest jedną z zaledwie czterech czynnych synagog na Słowacji (w miastach Bratysława, Koszyce, Bardejów i Nowe Zamki) i służy celom religijnym miejscowej społeczności żydowskiej.

### Kościół i klasztor franciszkanów
Jest to wczesnobarokowa budowla z połowy XVII wieku, modernizowana i przebudowywana w XVIII i pod koniec XIX wieku.

### Pomnik Antona Bernoláka
Brązowy pomnik, przedstawiający Bernoláka w pełnej postaci na czworokątnym postumencie, dzieło rzeźbiarza Jozefa Pospíšila, został odsłonięty w Nowych Zamkach 1937 r. Już jednak rok później został on dosłownie w przeddzień zajęcia miasta przez Węgrów zdemontowany i wywieziony do Żyliny. Na nowozamecki rynek wrócił w roku 1946. Dwadzieścia lat później został przeniesiony na tamtejszy Plac Bernoláka (słow. Bernolákovo námestie), by w roku 2005 wrócić ponownie na rynek (słow. Hlavné námestie).

## Demografia
Według spisu z roku 2001 miasto zamieszkiwało 42 262 osób, w tym 69,67% Słowaków, 27,52% Węgrów i innych. Jeśli chodzi o podział według wyznania najwięcej było katolików (71,72%), a ewangelicy stanowili 3,36% społeczności.
| Rok  | Populacja | Rok  | Populacja |
| 1694 | 1200      | 1880 | 10 584    |
| 1713 | 1525      | 1890 | 11 299    |
| 1731 | 2970      | 1900 | 13 204    |
| 1755 | 3873      | 1910 | 16 228    |
| 1779 | 4671      | 1940 | 23 306    |
| 1787 | 5167      | 1945 | 13 400    |
| 1811 | 5493      | 1946 | 18 710    |
| 1821 | 5957      | 1950 | 20 031    |
| 1830 | 6904      | 1961 | 22 041    |
| 1851 | 6936      | 1965 | 23 457    |
| 1857 | 7622      | 1991 | 42 923    |
| 1869 | 9483      | 2001 | 42 262    |

Porównanie wielkości grup etnicznych:
|         | Rok  |      |      |        |      |      |        |        |
|         | 1700 | 1720 | 1890 | 1910   | 1930 | 1938 | 1991   | 2001   |
| Węgrzy  | 61%  | 46%  | 71%  | 91,43% | 45%  | 88%  | 31,10% | 27,50% |
| Słowacy | 25%  | 36%  | 8%   | 5,94%  | 42%  | 9,5% | 66,82% | 69,70% |
| Niemcy  | 13%  | 17%  | 4%   | 2%     | –    | –    | –      | <0,1%  |
| Romowie | –    | –    | 3%   | –      | –    | –    | –      | 0,80%  |
| Żydzi   | –    | –    | 13%  | 8,48%  | 8%   | –    | –      | 0,4%   |

## Gospodarka
W mieście rozwinął się przemysł maszynowy, metalowy, spożywczy, materiałów budowlanych oraz skórzany.

## Znane osobistości
- Johann Ludwig von Wolzogen, austriacki filozof i teolog działający w Polsce
- Anton Bernolák, lingwista
- Ferenc Helbing, artysta grafik
- Lajos Kassák, poeta
- Henrieta Nagyová, tenisistka
- Martina Suchá, tenisistka
- Martin Straňovský, piłkarz ręczny

## Miasta partnerskie
- Fonyód
- Tatabánya
- Znojmo